# Monchio delle Corti
Monchio delle Corti ist eine italienische Gemeinde (comune) mit 825 Einwohnern (Stand 31. Dezember 2023) in der Provinz Parma in der Emilia-Romagna. Die Gemeinde liegt etwa 46,5 Kilometer südsüdwestlich von Parma am Monte Sillara (1.861 Meter) sowie am Parco Regionale Appennino Reggiano, gehört zur Comunità montana Appennino Parma Est und grenzt an die Provinz Massa-Carrara (Toskana) und an die Provinz Reggio Emilia.

## Verkehr
Durch die Gemeinde führt die frühere Strada Statale 665 Massese (heute eine Provinzstraße) von Parma nach Aulla.